# Gudow
Gudow est une commune allemande du Schleswig-Holstein, située dans l'arrondissement du duché de Lauenbourg (Kreis Herzogtum Lauenburg), à dix kilomètres au sud-est de la ville de Mölln. Gudow est l'une des 15 communes de l'Amt Büchen dont le siège est à Büchen.